# Annandagsbandy
Annandagsbandy är bandy som spelas på annandag jul, den 26 december. I Sverige har detta under 1900-talet blivit tradition, och förbunden försöker ordna spelprogrammet så att matcherna denna dag får derbykaraktär, så kallade "annandagsderbymatcher". 

## Historik
Under 1930-talet möttes klubbarna IF Göta (som kallades "Rödtomtarna") och Slottsbrons IF (som kallades "Blåtomtarna") varje år i en träningsmatch som gick under smeknamnet "Tomtedansen" eller "Tomtederbyt". Evenemanget lockade som mest 7 000 åskådare (6 687 betalande), vilket noterades då IF Göta den 26 december 1947 besegrade Slottsbrons IF med 3–2 på Tingvalla IP i Karlstad.
Annandag jul användes tidigare som genrepsdag, med sista träningsmatchen inför seriestarten. Sveriges högsta division hade vid denna tid premiär på nyårsdagen eller trettondag jul, och spelades sedan bara söndag, i nödfall även lördag. Säsongen 1946 började Division I dock redan den 30 december 1945.
Svenska kyrkan var länge negativa till spel på annandag jul.
Åren 1957–1962 var annandag jul dock säsongspremiärdag för högsta divisionen, med undantag för säsongen 1962 då premiären förlades till den 31 december 1961. Från säsongen 1963/1964 lades seriepremiären tidigare i december, och från säsongen 1966/1967 i november.
Premiären med seriespel på annandag jul 1957 skedde efter att bandyallsvenskan till den säsongen utökats från åtta till tio lag per grupp (norra och södra gruppen). Då behövdes ytterligare speldagar, och annandag jul låg nära till hands att inkludera. Under ett antal år i slutet av 1950-talet och början av 1960-talet var annandag jul premiärdatum för seriespelet. Tidigare var annandagen en stor genrepsdag inför seriespelet, och senare säsonger har startat vid tidigare datum.
Ännu 1999 var annandagsbandy julens stora sporthändelse i Sverige. Från år 2000 och framåt har flera sporter i Sverige tagit efter, bland dem finns handboll och ishockey, och man talar ibland om annandagsidrott.
Ett närliggande begrepp tidigare i Sverige var nyårsbandy på nyårsdagen (1 januari), vilket på elitnivå dock inte spelats sedan säsongen 1981/1982. 1994 inleddes försök med seriebandy på nyårsafton (31 december) i Norge.

## Antal åskådare på annandagsmatcherna

### Sammanlagt antal, i Sveriges högsta division
- 1990 – 16 922
- 1991 – 14 564
- 1992 – 21 780
- 1993 – 21 780
- 1994 – 16 196
- 1995 – 11 010
- 1996 – 13 565
- 1997 – 22 119
- 1998 – 24 185
- 1999 – 18 641
- 2000 – 30 670 (8 matcher)[9]
- 2001 – 30 800 (8)[9]
- 2002 – 29 770 (8)[9]
- 2003 – 25 636 (8)[9]
- 2004 – 26 193 (8)[9]
- 2005 – 19 328 (8)[9]
- 2006 – 16 428 (8)[9]
- 2007 – 24 029 (7)[9]
- 2008 – 27 896 (7)[10]
- 2009 – 24 650 (7)[11]
- 2010 – 12 473 (5)[12]
- 2011 – 28 744 (7)[12]
- 2012 – 19 826 (7)[12]
- 2013 – 25 255 (7)[9]
- 2014 – 21 196 (7)[9]
- 2015 – 28 973 (7)[13]

### Störst publik, i Sveriges högsta division
- 9 519 – Västerås SK–Örebro SK (1957)[14][15]
- 9 051 – Nässjö IF–Tranås BoIS (1966)[16]
- 8 151 – Bollnäs GIF–Edsbyns IF (2000)
- 7 515 – IFK Vänersborg–Gripens BK (2001)
- 7 458 – Edsbyns IF–Bollnäs GIF (2001)
- 6 845 – Bollnäs GIF–Edsbyns IF (1998)
- 6 463 – Bollnäs GIF–Edsbyns IF (2002)
- 6 427 – Bollnäs GIF–Edsbyns IF (2004)
- 6 128 – Hammarby IF– Kalix BF (2015)
- 6 126 – Hammarby IF–Katrineholms SK (2003)
- 6 063 – Edsbyns IF–Bollnäs GIF (1997)